# Cidade Líder
Cidade Líder é um distrito situado na Zona Leste do município de São Paulo. surgido no fim da década de 1940, possuindo uma população de mais de 136 mil habitantes, de acordo com o Censo 2022.
Pelo perfil tipicamente residencial, a região foi considerada "cidade dormitório" e abrigou, na década de 1980, muitos metalúrgicos que trabalhavam nas montadoras do ABC Paulista.
Neste distrito (loteamento) está localizado o maior shopping center da América Latina, o Centro Comercial Leste Aricanduva, com mais de 500 lojas e 354 mil metros quadrados de área construída. Apesar do nome, o shopping fica nesse distrito, de acordo com os mapas oficiais da prefeitura de São Paulo. O nome desse shopping se deve ao fato de estar às margens da Avenida Aricanduva.
O distrito poderá ganhar uma estação do metrô futuramente, dentro do projeto da Linha 16-Violeta do Metrô, que nascerá na atual Estação Oscar Freire da Linha 4-Amarela, até a Estação Cidade Tiradentes, em conexão com a Linha 15-Prata, porém ainda está em fase de planejamento.

## História
A origem do nome do distrito de Cidade Líder vem do nome da loteadora de Francisco Munhoz Filho e Antonio Munhoz Bonilha (Cia Líder Construtora S.A., empresa do Grupo do Banco do Grande São Paulo, antigo Banco F. Munhoz, sucessor da Casa Bancária F. Munhoz(1941), adquirido em 1970 pelo Banco Nacional).
Bairros de Cidade Líder: Cidade Líder; Fazenda Aricanduva; Jardim Brasília; Jardim das Carmelitas; Jardim Eliane; Jardim Fernandes; Jardim Ipanema; Jardim Marília; Jardim Santa Maria; Jardim Santa Terezinha; Parque Savoy City; Vila Arisi; Vila Santa Rita.
É administrado pela Subprefeitura de Itaquera, que administra 4 distritos: Cidade Líder, Itaquera, José Bonifácio e Parque do Carmo.

## Brasão de Armas do Distrito de Cidade Líder

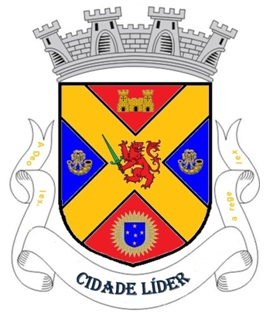
Brasão da Cidade Lider

Descrição Heráldica: No Chefe, sobre um campo em gules, um castelo fechado em ouro representando o empreendimento que na década de 1940 deu origem ao distrito. Sobre o campo em blau, no Flanco destro e sinistro se assenta duas cornetas em ouro, representando a força, dignidade e tenacidade nos propósitos, clamando a todas as pessoas, na dianteira e retaguarda social, econômica e política o engajamento na construção do futuro. No Coração, em linhas cruzantes em ouro, representando a convergência e a diversidade dos caminhos, se assenta um leão rampante em gules segurando uma espada em sinopla apontando para a frente, enquanto olha a retaguarda, representando a persistência na esperança e a coragem na constante defesa da justiça. No Contrachefe, em campo em gules, um resplendor em ouro e prata com um escudete em blau contendo 5 estrelas em ouro, representando a Constelação do Cruzeiro do Sul. Encimando o Brasão, uma coroa mural em prata de 4 torres, representando a condição de distrito da Cidade Líder. Em listel de prata, livre no escudo, inscreve-se nas extremidades, em blau, a legenda “A Deo lex, a rege lex” (A Lei vem de Deus, a Lei vem do Rei). E no Centro, também em blau a legenda Cidade Lider.

## Demografia
Evolução demográfica do distrito de Cidade Líder

## Geografia

### Clima
O clima de Cidade Líder é considerado subtropical úmido (Cfa de acordo com a classificação climática de Köppen-Geiger), com as quatro estações do ano relativamente definidas. A temperatura média anual é de 20 °C. O verão é morno, com precipitação, e o inverno é fresco, com pouca precipitação. Ao longo do ano, normalmente, a temperatura mínima nos meses mais frios é de 12 °C e a temperatura máxima nos meses mais quentes é de 28 °C e raramente são inferiores a 7 °C ou superiores a 32 °C.

Por estar mais afastada do centro da capital, possui temperaturas médias ligeiramente mais baixas.
| Dados climatológicos para Cidade Líder, São Paulo-SP                                                               | Dados climatológicos para Cidade Líder, São Paulo-SP | Dados climatológicos para Cidade Líder, São Paulo-SP | Dados climatológicos para Cidade Líder, São Paulo-SP | Dados climatológicos para Cidade Líder, São Paulo-SP | Dados climatológicos para Cidade Líder, São Paulo-SP | Dados climatológicos para Cidade Líder, São Paulo-SP | Dados climatológicos para Cidade Líder, São Paulo-SP | Dados climatológicos para Cidade Líder, São Paulo-SP | Dados climatológicos para Cidade Líder, São Paulo-SP | Dados climatológicos para Cidade Líder, São Paulo-SP | Dados climatológicos para Cidade Líder, São Paulo-SP | Dados climatológicos para Cidade Líder, São Paulo-SP | Dados climatológicos para Cidade Líder, São Paulo-SP |
| Mês | Jan                                                  | Fev                                                  | Mar                                                  | Abr                                                  | Mai                                                  | Jun                                                  | Jul                                                  | Ago                                                  | Set                                                  | Out                                                  | Nov                                                  | Dez                                                  | Ano                                                  |
| --- | ---------------------------------------------------- | ---------------------------------------------------- | ---------------------------------------------------- | ---------------------------------------------------- | ---------------------------------------------------- | ---------------------------------------------------- | ---------------------------------------------------- | ---------------------------------------------------- | ---------------------------------------------------- | ---------------------------------------------------- | ---------------------------------------------------- | ---------------------------------------------------- | ---------------------------------------------------- |
| Temperatura máxima média (°C)                                                                                      | 28,2                                                 | 28,5                                                 | 27,5                                                 | 25,8                                                 | 23,2                                                 | 22,4                                                 | 22,1                                                 | 24                                                   | 24,7                                                 | 25,7                                                 | 26,3                                                 | 27,3                                                 | 25,5                                                 |
| Temperatura média compensada (°C)                                                                                  | 22,5                                                 | 22,8                                                 | 21,9                                                 | 20,3                                                 | 17,7                                                 | 16,6                                                 | 15,9                                                 | 17,2                                                 | 18,3                                                 | 19,7                                                 | 20,5                                                 | 21,6                                                 | 19,6                                                 |
| Temperatura mínima média (°C)                                                                                      | 18,8                                                 | 19                                                   | 18,3                                                 | 16,6                                                 | 13,8                                                 | 12,3                                                 | 11,5                                                 | 12,3                                                 | 14                                                   | 15,6                                                 | 16,5                                                 | 17,7                                                 | 15,5                                                 |
| Chuva (mm) | 277,9                                                | 243,5                                                | 205,5                                                | 83,2                                                 | 60,3                                                 | 56,3                                                 | 45,9                                                 | 35,6                                                 | 77,4                                                 | 126,9                                                | 137,4                                                | 212,5                                                | 1 562,4                                              |
| Dias com chuva | 16                                                   | 14                                                   | 13                                                   | 7                                                    | 7                                                    | 4                                                    | 4                                                    | 4                                                    | 7                                                    | 10                                                   | 10                                                   | 14                                                   | 110                                                  |
| Fonte: criada a partir de dados do Instituto Nacional de Meteorologia, normal climatológica estimada de 1991-2020. |                                                      |                                                      |                                                      |                                                      |                                                      |                                                      |                                                      |                                                      |                                                      |                                                      |                                                      |                                                      |                                                      |

### Vegetação
A região onde o distrito se localiza caracteriza-se por ser um ecótono entre floresta ombrófila mista, floresta ombrófila densa e cerrado. Como espécies vegetais, eram abundantes ipês, araucárias, capins-dos-pampas, aroeiras-pimenteiras, jerivás etc. Atualmente, praticamente toda a vegetação nativa da região encontra-se devastada pela atividade humana.
Ao lado do distrito situa-se o Parque do Carmo – Olavo Egydio Setúbal, que é o segundo maior da capital paulista (com 1.500.000 metros quadrados). Possui importante função social e ecológica para o local e regiões próximas, trazendo lazer, amenização do efeito das ilhas de calor urbano e proteção da flora e fauna local.

## Distritos limítrofes
- Artur Alvim (Norte)
- Itaquera (Nordeste)
- Parque do Carmo (Leste)
- São Mateus (Sul)
- Aricanduva (Oeste)
- Vila Matilde (Noroeste)